# Ribeira de Murtega
A ribeira de Murtega ou ribeira de Múrtega (em castelhano:  río Múrtigas) é um rio internacional que nasce em Espanha no município de Fuenteheridos, em pleno Parque Natural da Serra de Aracena e Picos de Aroche e desagua em Portugal na margem esquerda do Rio Ardila, mais precisamente na parte ocidental do concelho de Barrancos. Define numa curta secção parte da fronteira Espanha-Portugal. Tem a curiosidade de nascer em Espanha, definir parte da fronteira internacional, prosseguir, no concelho de Barrancos, em território português de ambas as margens, e desaguar no rio Ardila noutro ponto da fronteira ibérica. Tem 80,884 km de comprimento.
Os seus principais afluentes são os rios Sillo e Caliente. Recebe contributo de águas subterrâneas. O caudal apresenta fortes oscilações interanuais, com mínimos estivais e máximos invernais.
Dispõe de duas estações de controlo de caudal em Espanha.
O Castelo de Noudar fica na sua margem direita, no concelho de Barrancos.